# ترنس ایر بنین
ترنس ایر بنین (به انگلیسی: Trans Air Benin) یک شرکت هواپیمایی با کد یاتا N4 است که در تاریخ ۲۰۰۰ میلادی تأسیس شده است.

## مقصدهای پروازی

### داخلی
- ناتیتینگو، بنین
- پاراکو، بنین

### بین‌المللی
- آبیجان، ساحل عاج
- باماکو، مالی
- برازاویل، جمهوری کنگو
- داکار، سنگال
- لومه، توگو
- پوینته نویر,، جمهوری کنگو